# Mexobisium sierramaestrae
Espèce
Mexobisium sierramaestrae est une espèce de pseudoscorpions de la famille des Bochicidae.

## Distribution
Cette espèce est endémique de Cuba. Elle se rencontre les provinces de Santiago de Cuba et de Holguín.

## Description
Le mâle holotype mesure 2,71 mm et la femelle paratype 2,93 mm.

## Étymologie
Son nom d'espèce lui a été donné en référence au lieu de sa découverte, la Sierra Maestra.

## Publication originale
- Muchmore, 1980 : Pseudoscorpions from Florida and the Caribbean area. 10. New Mexobisium species from Cuba. Florida Entomologist, vol. 63, no 1, p. 123-127 (texte intégral).